# کلیشه قومی
یک کلیشه قومی یا کلیشه نژادی یک مجموعه از باورها در مورد ویژگی‌های نوعی یک گروه قومی یا یک نژاد است، این کلیشه‌ها معمولاً دربارهٔ شرایط آنان و باورهای فرهنگی آنان است که می‌تواند شامل زبان، سادگی یا سر خصوصیت‌ها باشد. کلیشه‌های ملیتی می‌توانند راجع خود یک ملت باشند یا می‌توانند دربارهٔ سایر ملل باشند. برخی از این کلیشه‌ها میتوانند در نگهداری هویت ملی یاری‌رسان باشند.
بسیاری از کلیشه‌ها قومی خود را درجوک‌های قومیتی نشان می‌دهند و برخی از آنان در سطح مختلف توهین‌آمیز محسوب می‌شوند.